# A-222 Bereg
Le A-222 Bereg est un canon automoteur soviétique puis russe, utilisé comme artillerie côtière anti-débarquement developpé dans les années 80.

## Description
Il utilise un canon de calibre 130 mm lui permettant d'atteindre des cibles jusqu'à 23 km. Il a été conçu pour engager des cibles navales se déplaçant à grande vitesse, il pourrait atteindre des cibles allant jusqu'à 100 noeuds (185 km/h). Il peut détruire des cibles dans des zones côtières, marée, les zones insulaires et d'îlots rocheux. Il peut également tirer sur des cibles terrestres en tir direct. Son véhicule porteur est le MAZ-543. Il est équipé d'un ciblage radar et électro-optique pour permettre une détection et un engagement autonomes des menaces maritimes.

### A-222M
En 2025 la Russie livre une nouvelle version le A-222M à sa flotte du pacifique, le canon de 130 mm a été remplacé par un canon de 152 mm augmentant considérablement sa puissance de feu et sa portée. Grâce à ce nouveau canon le A-222M peut utiliser l'obus à guidage laser ou GPS Krasnopol qui aurait une portée de 50 km.

## Opérateur
- Russie : 36 unités de garde côtière en janvier 2018[4], surtout engagées en mer noire.